# Lugagnano Val d'Arda
Lugagnano Val d'Arda är en ort och kommun i provinsen Piacenza i regionen Emilia-Romagna i Italien. Kommunen hade 3 927 invånare (2018).